# معاملة المثليين في كمبوديا
يواجه الأشخاص من المثليين والمثليات ومزدوجي التوجه الجنسي والمتحولين جنسياً (اختصاراً: مجتمع الميم) في كمبوديا تحديات قانونية واجتماعية لا يواجهها غيرهم من المغايرين جنسيا. يعتبر النشاط الجنسي بين الرجال وبين النساء في كمبوديا قانونيا، ولم يتم تجريمه أبدا في تاريخ البلاد. كما أن المنازل التي يعيش فيها الشركاء المثليون غير مؤهلة للحصول على نفس الحماية القانونية المتاحة للأزواج المغايرين. وتميل الطبائع الثقافية التقليدية نحو اتصافها بمزيد من التسامح في هذه المنطقة من العالم حتى أنها تُقدِّم دعماً صريحاً للأشخاص من الجنس الثالث والأشخاص ثنائيي الجنس، ولكن لم تسن الحكومة تشريعاً يحمي حقوق المثليات والمثليين ومزدوجي التوجه الجنسي والمتحولين جنسياً في البلاد.
يؤيد الملك نورودوم سيهاموني تشريع زواج المثليين. دعا الكثيرون الحكومة الكمبودية إلى تشريع زواج المثليين في البلاد، وجاء هذا في ضوء قرار المحكمة الدستورية التايوانية بعدم دستورية فرض حظر على زواج المثليين في تايوان.
لدى كل من مدينتي بنوم بنه وسييم ريب حضور واضح لمجتمع الميم، مع العديد من الحانات والنوادي وأماكن أخرى التي تستضيف مجتمع الميم. تقام مسيرات الفخر في كمبوديا منذ عام 2004، وتكتسب زخماً أكثر كل عام. ومع ذلك، في حين يميل السياح من مجتمع الميم إلى الشعور بالقبول، فإن العديد من الكمبوديين من مجتمع الميم يقومون بالإبلاغ عن التمييز الاجتماعي، بما في ذلك الدهول في زواج المغايرين القسري والتمييز في العمل والتنمر في المدارس. تعمل العديد من مجموعات حقوق الإنسان، ولا سيما المركز الكمبودي لحقوق الإنسان، وكاميسان، وراينبو كوميونيتي كامبوتشيا، على الحد من التمييز المتعلق بمجتمع الميم. من خلال عملهم، أقنعوا الحكومة بإدخال فصول تعليمية جديدة شاملة لمجتمع الميم في جميع المدارس الكمبودية ومنح الشركاء المثليين اعترافًا قانونيًا محدودًا.

## قانونية النشاط الجنسي المثلي
تعتبر المثلية الجنسية الخاصة، وغير التجارية بين البالغين المتراضين أمر قانوني في كمبوديا، ولم يتم تجريمها في تاريخ البلاد. يبلغ السن القانونية للنشاط الجنسي المثلي 15 سنة، بغض النظر عن الجندر والتوجه الجنسي. قد تؤثر بعض جوانب القانون الجنائي على مجتمع الميم الذين يعيشون في كمبوديا: من غير القانوني في كمبوديا أن يكون الشخص عاهرا أو عاهرة ويعيش في نفس محل إقامة البغايا. تصبح هذه مشكلة عندما يعيش الأشخاص من مجتمع الميم في الشوارع ولا يستطيعون الوصول إلى التعليم. تحظر المادة 298 من القانون الجنائي التماس ممارسة الجنس في الأماكن العامة، حتى لو كان النشاط الجنسي سيحدث في مكان خاص، مع فرض غرامات.

## الاعتراف القانوني بالعلاقات المثلية
يحظر القانون المدني وقانون الزواج والأسرة صراحة زواج المثليين ولا يعترف بالاتحادات المدنية، ولكن لوحظ ازدياد الوعي العام حيال الشركاء المثليين منذ تسعينيات القرن العشرين.
منذ سبتمبر 1993، يُعرّف دستور كمبوديا الزواج بأنه اتحاد بين رجل واحد وامرأة واحدة. تم تعديل الحكم الوارد في الدستور والمتعلق بالزواج في عام 2011 ولكنه لا يزال يعرف الزواج بأنه بين «زوج واحد وزوجة واحدة» بالأصل، وقبل عام 2011 كان يمكن إجراء زواج المثليين بصورة رمزية في المراسم الدينية. وكمثال عن إحدى حالات الاعتراف بالشراكات المثلية فقد تزوجَ خاف سوخا وبوم إث بتاريخ 12 مارس عام 1995 في قرية كرو باو آتش كوك الواقعة بمحافظة كندال. قال سوخا خلال مقابلة مع صحيفة «البنوم بنه بوست»: «ظنت السلطات أنه كان شيئاً غريباً ولكنهم وافقوا على التغاضي لأنه عندي بالأصل ثلاثة أطفال (من زواج سابق). قالوا أنه في حال كان كِلانا عازبين ودون أطفال فما كانوا سمحوا لنا بالزواج لأننا لما استطعنا انجاب أطفال». وهكذا ففي هذه الحالة حصل زواج الرجلين على الاعتراف الكامل بموافقة رسمية من السلطات ولم يواجه زواجهما مشكلة تذكر.
وبالعكس فقد كان زواج خاف سوخا وبوم إث حدثاً شعبياً على مستوى قريتهما حيث حضر احتفال زفافهما 250 شخص وكان من بين الحضور رهبان بوذيون ومسؤولون رفيعو المستوى من سلطات المحافظة.
في فبراير 2004، ناقش الملك السابق نورودوم سيهانوك مسألة حقوق المثليين في كمبوديا. كتب الملك سيهانوك على موقعه على الإنترنت أنه أعجب بسان فرانسيسكو، وأنه إذا أراد شعبه أن يتم تشريع زواج المثليين في كمبوديا، فسوف يفعل ذلك. كما صرح الملك سيهانوك أنه يعتقد أن الرب ينظر إلى مثليي الجنس، وكذلك المتحولين جنسياً، على قدم المساواة لأن «[الرب يحب] مجموعة واسعة من الأذواق». يدعم الملك الحالي نورودوم سيهاموني تقنين زواج المثليين.
في عام 2015، أعرب المتحدث باسم مجلس الوزراء فاي سيفان عن تأييده لزواج المثليين في كمبوديا، بقوله إن القانون الحالي يحمي بالفعل مجتمع الميم من التمييز. اعترض المركز الكمبودي لحقوق الإنسان على هذا البيان ودعا الحكومة إلى إصدار تشريع لضمان المساواة لمجتمع الميم.
قامت منظمة «راينبو كوميونيتي كامبوتشيا» (بالإنجليزية: Rainbow Community Kampuchea)‏، بمساعدة السلطات المحلية، بإنشاء برنامج سجل علاقات رسمي، يسمى «إعلان العلاقة الأسرية». وفقًا للمنظمة، «يعد إعلان العلاقة الأسرية عقدًا مدنيًا بين شخصين على الاستعداد للالتقاء ومشاركة المسؤولية في رعاية الأسرة والأطفال وتوزيع الأصول المشتركة، كما يفعل الزوجان القانونيان». بحلول مايو 2018، تم تقديم العقد المدني إلى 50 بلدية في 15 مقاطعة، ووقع 21 من الشركاء المثليين على العقود.
قبلت الحكومة الكمبودية توصيات لتشريع زواج المثليين من آيسلندا وهولندا وكندا خلال الاستعراض الدوري الشامل الثالث للبلاد، الذي يقام من قبل لجنة الأمم المتحدة لحقوق الإنسان.

## التبني وتنظيم الأسرة
بموجب القانون، يجوز للأزواج المغايرين فقط التبني في كمبوديا. ومع ذلك، تميل السلطات المحلية إلى التراخي إلى حد كبير، وقد تمكن العديد من الشركاء المثليين من تبني الأطفال.
يسمح للأفراد من مجتمع الميم بالتبني.

## الهوية الجندرية والتعبير عنها
لا يسمح القانون الكمبودي بتغيير الجنس في الوثائق الرسمية، ولا تغيير الجنس جراحيا.

## الحماية من التمييز
لا يحمي الدستور صراحة مجتمع الميم من التمييز، لكنه يضمن الحقوق المتساوية لجميع المواطنين، بغض النظر عن الجنس أو «وضع آخر». وبالمثل، في حين أن التمييز على أساس الجنس محظور في قوانين الحقوق المدنية، فإن التمييز على أساس التوجه الجنسي أو الهوية الجندى ية ليس محظورا صراحة في مجالات مثل العمل أو التعليم أو الرعاية الصحية أو الإسكان أو الخدمات المصرفية أو التسهيلات العامة. أصبحت سياسة الحكومة فيما يتعلق بحقوق المثليين تدريجيًا أكثر تسامحًا.
في عام 2007، تم انتقاد رئيس وزراء كمبوديا هون سين لأعلانه أنه تنصل واستعار من ابنته بالتبني لأنها مثلية الجنس ولأنها تزوجت من امرأة أخرى. ومع ذلك، في نفس البيان، صرح هون سين بأنه لا يريد من الآباء الآخرين إساءة معاملة أطفالهم المثليين.
في عام 2010، أنشأ المركز الكمبودي لحقوق الإنسان مشروع التوجه الجنسي والهوية الجندرية لتمكين مجتمع الميم في جميع أنحاء كمبوديا للدفاع عن حقوقهم وتحسين احترامهم في جميع أنحاء كمبوديا. في ديسمبر 2010، نشر المركز الكمبودي لحقوق الإنسان تقريرًا جديدًا عن حالة مجتمع الميم في كمبوديا.
في يناير 2019، تلقت كمبوديا توصيات من آيسلندا، المكسيك، السويد والأوروغواي لحظر التمييز على أساس التوجه الجنسي، ووضع برامج وحملات تثقيفية للتوعية بمجتمع الميم والتمييز ضدهم. في حين أن كمبوديا لم تؤكد مباشرة ما إذا كانت ستسن مثل هذا التشريع، إلا أنها ذكرت أن «الحكومة تقدر وتحترم حقوق المثليين».

## وسائل الإعلام
في عام 2015، أرسلت وزارة الإعلام رسالة تحث فيها وسائل الإعلام الشعبية في كمبوديا على التوقف عن السخرية من مجتمع الميم. تستشهد الرسالة بالدستور القائل بأن السخرية من مجتمع الميم تحرمهم من «الشرف والحقوق للأشخاص من مجتمع الميم الذين يتمتعون أيضًا بحماية قانون الدولة وكذلك المواطنين الآخرين».

## ظروف الحياة
على الرغم من أن كمبوديا تعتبر متسامحة للغاية مع مجتمع الميم. تفيد تقارير بوجود تمييز واسع النطاق. كشفت دراسة استقصائية تم إجراؤها في تموز/يوليو 2019 قامت بها راينبو كوميونيتي كمبوتشيا بعنوان «العنف الأسري تجاه المثليات ومزدوجات التوجه الجنسي والمتحولات جنسيا في كمبوديا»، حيث شمل 61 امرأة من النساء من مجتمع الميم (23 امرأة من المثليات و 4 نساء مزدوجات التوجه الجنس و 34 من النساء المتحولات جنسيا). أن أكثر من 80% من النساء المثليات ومزدوجات التوجه الجنسي والمتحولات جنسيا عانين من عنف عاطفي وجسدي من أفراد أسرهم، كما أظهر أن 35% منهن قد فكرن في الانتحار بعد عدم قبول أسرهم. ووجدت أيضًا أن 10% منهن تعرضن للعنف الجنسي أو أجبروا على الزواج من الجنس الآخر.

### الطباع الثقافية التقليدية
تعترف اللغة الخميرية بالذكر والأنثى باعتبارهما الجنسين المسيطرين وتضيف عليهما أيضاً مصطلح «كتوي» (kteuy) (ما يعادل كاثوي باللغة التايلاندية) خاص بالجنس الثالث كوسيط بين الاثنين. والتي تصف الشخص الذي لديه الخصائص المادية الخارجية إما لرجل أو امرأة ولكن يتصرف بطريقة مطابقة للآخر. كما هو الحال في تايلاند، يشير مصطلح كاثوي حاليًا تقريبًا إلى الزوج الذكوري الفسيولوجي لهذا المصطلح - أي من هم في جسد ذكور الذين لديهم هوية أنثوية، يتم التعبير عنها غالبًا في شهوة الملابس المغايرة.
تشمل الفئة الواسعة من كتوي مجموعتين فرعيتين متميزتين، «الشعر القصير» و «الشعر الطويل». فئة الشعر القصير (ساك كلاي، sak klay) هم من الرجال الذين يرتدون ملابس ويحددون أنهم رجال لكنهم يمارسون الجنس مع رجال «حقيقيين»؛ عادة ما يكونون متزوجين، وعدد قليل منهم يمارس الجنس مع الرجال على وجه الحصر. الشعر الطويل (ساك فنغ، sak veng، يُطلق عليه أيضًا سري سروس، srey sros، «الفتيات الساحرات»)، يحددن أنفسهم ويتصرفون كنساء، وقد يستخدمن الهرمونات والجراحة لتغيير جنسهم البدني. يسمون أنفسهم كتوي، ولكن قد يشعرون بالإهانة إذا استخدم الغرباء هذا المصطلح.
«الرجال الحقيقيون» (بروس بيث براكات، pros pith brakat)، الرجال الذين يحددون أنفسهم، ويتصرفون ك«رجال»، هم موضوع الرغبة لكل من فئتي «الشعر الطويل» و «الشعر القصير». جميع «الرجال الحقيقيين» متزوجون أو سيتزوجون؛ يمارس البعض الجنس مع النساء فقط، لكن لدى البعض الآخر مجموعة من الشركاء الجنسيين.
يواجه كتوي مشاكل كبيرة من القبول الاجتماعي (بما في ذلك القضايا المتعلقة بالزواج والأطفال) والعنف. تعتبر البيئة الاجتماعية العامة تجاه كتوي متسامحة، لكن أولئك الذين ينتهكون السلوك الجنسي يعاملون مع ذلك بازدراء ويخضعون للتمييز («الرجال الحقيقيون» الذين يقومون بوظائف مهمة والذين يشتركون في علاقات مثلية يخفون أنماط حياتهم). يقوم بعض «الرجال الحقيقيين» بالتحيز بعنف ضد «الرجال غير الحقيقيين»، وقد يهاجمونهم أو يغتصبونهم (علق الملك السابق سيهانوك ذات مرة على أن «الرجال الحقيقيين»، وليس الأقليات، هم مصدر العنف في المجتمع).
إن التسامح الثقافي تجاه مجتمع المين لم يقم بعد بتطوير تشريعات حقوق المثليين. في حين تميل الأعراف الثقافية والبوذية إلى درجة من التسامح مع مجتمع الميم، إلا أن المضايقات والتمييز لا يزالان يحدثان وهناك أيضًا ضغوط اجتماعية مكثفة للزواج من شخص مغاير مناسب، وتربية أسرة.

### فيروس نقص المناعة البشرية /الإيدز
في عام 2019، قال كيو ريمي، مدير لجنة حقوق الإنسان في كمبوديا، أن هناك زيادة في الإصابة بفيروس نقص المناعة البشرية في مجتمع الميم، وخاصة بين الأشخاص دون سن 30.

### سياحة المثليين
هنالك قطاع أعمال سياحي نشط خاص بالسياح من المثليات والمثليين ومزدوجي التوجه الجنسي والمتحولين جنسياً الذين يزورون كمبوديا، وهذا بالرغم من عدم خضوع هذا المجال السياحي للتمويل المباشر من قِبل الحكومة الكمبودية.
في فبراير 2011، بعد أن أقامت بعض شركات السياحة الكمبودية حملة عالمية تسمى أعشق كمبوديا! لإعلام السائحين من مجت مع الميمبأنهم موضع ترحيب في البلاد، رحبت وزارة السياحة بهذه المبادرة. وقال سو سوكفوثي من الوزارة: «ليست لدينا سياسة للتمييز على أساس الجنس والجنسية والدين. نحن ندعمهم حقًا».

### مسيرات الفخر السنوية
عُقدت أول مسيرة فخر المثليين في كمبوديا على الإطلاق عام 2003 في العاصمة بنوم بنه، ومن بعدها أصبحت المسيرة تقام سنوياً احتفالاً بتنوع كمبوديا. ولوحظ زيادة تقبل المثلية بين الشعب الكمبودي بعدما كان هذا الموضوع في السابق من بين التابوهات الاجتماعية في البلاد. أحتفل حوالي 400 مواطن في فعالية فخر عام 2006.

### المناهج المدرسية
أعلنت الحكومة الخميرية عن مقررات دراسية جديدة في مادة المهارات الحياتية حول موضوع التثقيف والتعليم الجنسي في شهر يونيو عام 2017. وتغطي هذه المقررات مواضيع توعوية مثل الصحة الجنسية والعنف على أساس الجندر والهوية الجندرية ومحاربة التمييز الذي يتعرض له الأشخاص من المثليات والمثليين ومزدوجي التوجه الجنسي والمتحولين جنسياً. ودخلت هذه المقررات كجزء من المناهج الدراسية في البلاد في عام 2018. وعمل الناشطون المدافعون عن حقوق الأقليات الجنسية بالتعاون مع وزارة التعليم على تأهيل وتدريب أكثر من 3,000 معلَّم ومعلَّمة في جميع المحافظات الكمبودية التسعة على استعمال وتوظيف طرق تهدف إلى دمج قضايا الأقليات الجنسية في صفوفهم.

### بلدة المثليين
نقلت تقارير صحفية تعود لعام 2010 عن انتقال عدد كبير من المثليات والمثليين ومزدوجي التوجه الجنسي والمتحولين جنسياً من أولئك المنتمين للطبقة الفقيرة والعاملة إلى «بيونغ كاك2». أشارت الإذاعة العامة الدولية إلى المدينة بأنها «أول بلدة مثلية في كمبوديا».

### ثقافة المثليين
يُنظر إلى التسامح تجاه المثليين داخل الأعراف الثقافية التقليدية إلى جانب الأعراف الثقافية الشعبية الحديثة. كان أول فيلم كمبودي على الإطلاق يصور علاقة مثلية لأول مرة قد تم إنتاجه في أوائل عام 2009، وأصبح من الأفلام الرائجة في البلاد؛ وكان بعنوان من أنا؟ كتبه وأخرجه فوان فونغ بوفا، وعرض على قناة سي تي إن، أكثر محطات التليفزيون مشاهدة في البلاد، عشرات المرات. في عام 2015، حصلت كمبوديا على أول مجلة خاصة بمجتمع الميم، بعنوان «كيو كمبوديا» (Q Cambodia).

## الرأي العام
في عام 2015، أجرت شركة تي أن أس كمبوديا دراسة استقصائية ركزت على الآراء والمواقف تجاه مجتمع الميم في كمبوديا. ووفقاً للدراسة، فإن 55% من الكمبوديين يؤيدون زواج المثليين، بينما يعارضه 30% وكان 15% محايدين. بالإضافة إلى ذلك، ذكرت غالبية الكمبوديين أنهم يعرفون شخصيا شخصا من مجتمع الميم علنا. ومع ذلك، قال معظم الكمبوديين من مجتمع الميم إنهم تعرضوا للتمييز عند الإعلان عن توجههم الجنسي لعائلاتهم وأصدقائهم.
في مقابلة أجريت عام 2018، قال إيث سوفانارياش، مؤسس «لا شهوك ريسايكلد أند كرياتف فاشن»، «قبل خمس أو عشر سنوات فقط، رأى الكمبوديون مجتمع الميم كحثالة اجتماعيًا ... كان الناس يرونهم غرباء غير طبيعيين ... لكن الآن هناك تمييز أقل، حيث رأينا المزيد من التغطية على شاشات التلفزيون وفي الصحف حول قدراتهم.»

## تقارير حقوق الإنسان

### تقرير وزارة الخارجية الأمريكية 2017
في عام 2017، أبلغت وزارة الخارجية الأمريكية ما يلي، فيما يتعلق بحالة حقوق المثليين في كمبوديا:
- «من أهم قضايا حقوق الإنسان ما يلي: القتل خارج نطاق القضاء؛ اختفاء واحد على الأقل على أيدي قوات الأمن المحلية؛ استمرار إساءة معاملة السجناء في المنشآت الحكومية؛ الاعتقالات التعسفية من جانب الحكومة، بما في ذلك الاعتقال دون إذن قضائي لزعيم حزب الإنقاذ الوطني الكمبودي كيم سوخا؛ زيادة القيود على حريات الكلام والتجمع وتكوين الجمعيات، بما في ذلك حرية الصحافة والتعبير عبر الإنترنت؛ واستخدام العنف والسجن - الفعلي والمهدد على حد سواء - لتخويف المعارضة السياسية والمجتمع المدني وكذلك لقمع الأصوات المخالفة؛ والفساد؛ والعنف ضد المرأة؛ المثليين والمثليات ومزدوجي التوجه الجنسي والمتحولين جنسياً وثنائيي الجنس؛ إساءة معاملة الأطفال، والعمل القسري.» [38]
- أعمال العنف والتمييز وغيرها من الانتهاكات القائمة على التوجه الجنسي والهوية الجندرية

"لا توجد قوانين تجرّم السلوك الجنسي المثلي بالتراضي، كما لم يكن هناك تمييز رسمي ضد المثليين والمثليات ومزدوجي التوجه الجنسي والمتحولين جنسياً وثنائيي الجنس، استمر التمييز الاجتماعي والقوالب النمطية، لا سيما في المناطق الريفية.

بشكل عام، كان لدى الأشخاص المثليون والمثليات ومزدوجو التوجه الجنسي والمتحولون جنسياً وثنائيو الجنس فرص عمل محدودة بسبب التمييز والاستبعاد. تعرض الأشخاص المثليون جنسياً في كثير من الأحيان للمضايقة والتخويف بسبب مظهرهم وعملهم في قطاعي الجنس والترفيه التجاري. لم ترد تقارير عن تمييز حكومي قائم على التوجه الجنسي في العمل أو الجنسية أو الحصول على التعليم أو الرعاية الصحية. ومع ذلك، يعامل السكان عمومًا الأشخاص الذين هم في علاقات مثلية بالتراضي بالخوف والشك.

أبلغت منظمة محلية لحقوق المثليين عن أكثر من 100 حادث عنف أو سوء معاملة ضد المثليين والمثليات ومزدوجي التوجه الجنسي والمتحولين جنسياً وثنائيي الجنس، بما في ذلك العنف المنزلي من قبل أفراد الأسرة. ربما تكون الوصمة أو التخويف قد حالت دون الإبلاغ عن الحوادث."

## ملخص
| قانونية النشاط الجنسي المثلي                                                                  | (دوما قانوني)                                                                 |
| المساواة في السن القانوني للنشاط الجنسي                                                       | (دوما قانوني)                                                                 |
| قوانين مكافحة التمييز في التوظيف                                                              | No                                                                            |
| قوانين مكافحة التمييز في توفير السلع والخدمات                                                 | No                                                                            |
| قوانين مكافحة التمييز في جميع المجالات الأخرى (تتضمن التمييز غير المباشر، خطاب الكراهية)      | No                                                                            |
| قوانين مكافحة أشكال التمييز المعنية بالهوية الجندرية                                          | No                                                                            |
| زواج المثليين                                                                                 | / (حظر دستوري منذ عام 1993؛ تم الاعتراف قانونيًا بحالة لزواج مثلي)             |
| الاعتراف القانوني بالعلاقات المثلية                                                           | / (إعلان العلاقة الأسرية)                                                     |
| تبني أحد الشريكين للطفل البيولوجي للشريك الآخر                                                | / (محظور بحكم القانون؛ على الرغم من وجود حالات معروفة لتبني المثليين للأطفال) |
| التبني المشترك للأزواج المثليين                                                               | / (محظور بحكم القانون؛ على الرغم من وجود حالات معروفة لتبني المثليين للأطفال) |
| يسمح للمثليين والمثليات ومزدوجي التوجه الجنسي والمتحولين جنسيا بالخدمة علناً في القوات المسلحة | Unknown                                                                       |
| الحق بتغيير الجنس القانوني                                                                    | No                                                                            |
| علاج التحويل محظور على القاصرين                                                               | No                                                                            |
| الحصول على أطفال أنابيب للمثليات                                                              | No                                                                            |
| الأمومة التلقائية للطفل بعد الولادة                                                           | No                                                                            |
| تأجير الأرحام التجاري للأزواج المثليين من الذكور                                              | (غير قانوني للأزواج المغايرين كذلك)                                           |
| السماح للرجال الذين مارسوا الجنس الشرجي التبرع بالدم                                          | No                                                                            |

## وصلات خارجية
- بوابة حقوق الإنسان الكمبودية (Sithi) (بالإنجليزية)
- المركز الكمبودي لحقوق الإنسان (CCHR) (بالإنجليزية)
- دليل خاص (بالإنجليزية)
- بابارا إرث - «الهويات المتحولة جنسياً في بنوم بنه» (بالإنجليزية)